# شون بوتر
شون بوتر (بالإنجليزية: Sean Porter)‏ (و. 1991  م) هو لاعب كرة قدم أمريكية، من الولايات المتحدة، ولد في شيرتز، يلعب كظهير ‏.

## التعليم
تعلم في Schertz-Cibolo-Universal City Independent School District ‏.